# (3674) Erbisbühl
(3674) Erbisbühl es un asteroide que forma parte del grupo de los asteroides que cruzan la órbita de Marte y fue descubierto el 13 de septiembre de 1963 por Cuno Hoffmeister desde el Observatorio de Sonneberg, Alemania.

## Designación y nombre
Erbisbühl fue designado al principio como 1963 RH.
Posteriormente, en 1988, se nombró por el Erbisbühl, montaña alemana donde se encuentra el observatorio desde el que se descubrió este asteroide.

## Características orbitales
Erbisbühl está situado a una distancia media de 2,361 ua del Sol, pudiendo alejarse hasta 3,245 ua y acercarse hasta 1,476 ua. Su excentricidad es 0,3747 y la inclinación orbital 21,04 grados. Emplea en completar una órbita alrededor del Sol 1325 días.

## Características físicas
La magnitud absoluta de Erbisbühl es 12 y el periodo de rotación de 11,28 horas. Está asignado al tipo espectral Sk de la clasificación SMASSII.